# Лес Паттінсон
Лес Паттінсон (англ. Les Pattinson; нар. 18 квітня 1958, Ормскірк, Ланкашир, Велика Британія) — британський музикант, бас-гітарист, один із засновників британського пост-панк-гурт Echo & the Bunnymen, де він грав з 1978 по 1999 роки.

## Біографія
Лес Паттінсон народився 18 квітня 1958 року в місті Ормскірк, Велика Британія, навчався разом в одній школі з Уїллом Сарджентом, майбутнім гітаристом Echo & the Bunnymen. Навчаючись в старших класах школи, Паттінсон покидає школу і влаштовується на роботу на корабельно-будівний завод. У більш старшому віці починає захоплюватися музикою, особливо психоделічним роком 1960-х років, особливо до творчості Девіда Бові, і сам вирішує займатися музикою. Він починає самостійно освоювати бас-гітару. Свою музичну кар'єру Паттінсон почав у 1977 році в різних британських гуртах, потім знайомиться з майбутнім вокалістом Echo & the Bunnymen Ієном Маккаллохом і гітаристом Уїллом Сарджентом в 1978 році. Пізніше, в 1979 році, до них приєднується ударник Піт де Фрейтас і так сформувався класичний склад Echo & the Bunnymen. Під час своєї майбутньої кар'єри в музиці Паттінсон грав на звичайних не дорогих бас-гітарах. Освоївши повністю бас-гітару, Лес купує Fender Jazz Bass, на якому грає по сьогодні. З басових підсилювачів він використовував і використовує марки Ampeg від комбо-підсилювача до кабінету.

## Стиль гри
Паттінсон вирізнявся більш класичною манерою гри на бас-гітарі в стилях пост-панк, з елементами психоделічного року, від більш ломаного басу, в альбомі Porcupine, і чіткішого в альбомах Heaven Up Here, Crocodiles, і так далі.

## Обладнання
- Fender Jazz Bass
- Ampeg 1 x 15
- Ampeg SVT 8 x 10